# Mis cinco hijos
Mis cinco hijos  es una película en blanco y negro de Argentina dirigida por Orestes Caviglia y Bernardo Spoliansky sobre el guion de Nathan Pinzón que se estrenó el 2 de septiembre de 1948 y que tuvo como protagonistas a Tito Alonso, Pola Alonso, Iris Alonso, Domingo Sapelli e Ilde Pirovano. Es el único filme en el que trabajaron juntos los cinco hermanos Alonso.

## Sinopsis
Los problemas de una familia humilde, una hija con el lujo, otra con vicisitudes sentimentales y un hijo con un asunto policial.

## Reparto
- Tito Alonso
- Pola Alonso
- Iris Alonso
- Mario Alonso
- Héctor Alonso
- Ilde Pirovano
- Horacio Priani
- Mario Giusti
- Dora del Río
- Roberto Durán
- Juan Ramón Alberti
- Pablo Cumo
- Juan Carrara
- Roberto Chanel
- Rafael Chumbito
- Rodolfo Crespi
- Carlos Escobares
- Rubén Hernández
- Alberto Morán
- Pedro Pompillo
- Osvaldo Pugliese
- Domingo Sapelli
- Ricardo Trigo

## Comentario
Manrupe y Portela escriben que es una película familiar por su tema y por trabajar los cinco hermanos Alonso.